# عن
عَنْ، هو حرف أصلي من حروف الجر في اللغة العربية، يختص بالدخول على الأسماء ويجُرها إعرابًا، يأتي لعدة معانٍ، أشهرها المجاوزة والبعدية، إذ يعرف بدلالته على المجاوزة التي يكتسبها من خلال سياق الكلام وتضمن الجملة له، إلا أنه كحال باقي حروف الجر يخرج عن معناه ودلالته الأصلية إلى معانٍ ودلالات أخرى.
يبلغ عدد حروف الجر حوالي عشرون حرفًا، وقد جمعها اللغوي العربي المعروف ابن مالك في شعره بقوله:
هاك حروف الجر وهي من إلى

حتى خلا حاشا عدا في عـߺن على

مذ منذ رب اللام كي واو وتا 

والكاف والباء ولعل ومتى

## معانيها
المعاني التي يأتي إليها حرف الجر عن هي:
| المعنى    | ملاحظة                                  | مثال                                                                             |
| --------- | --------------------------------------- | -------------------------------------------------------------------------------- |
| المجاوزة  | يُقصد بها تجاوز الشيء.                   | ﴿عَفَا اللَّهُ عَنْكَ﴾ [التوبة:43].                                                      |
| البدل     | بمعنى بدل.                              | ﴿لَا تَجْزِي نَفْسٌ عَنْ نَفْسٍ شَيْئًا﴾ [البقرة:48].                                           |
| الاستعلاء | أي بمعنى حرف الجر على.                  | ﴿وَمَنْ يَبْخَلْ فَإِنَّمَا يَبْخَلُ عَنْ نَفْسِهِ﴾ [محمد:38].                                         |
| التعليل   | حيث يرد حرف الجر سابقًا لجملة السبب.     | ﴿وَمَا كَانَ اسْتِغْفَارُ إِبْرَاهِيمَ لِأَبِيهِ إِلَّا عَنْ مَوْعِدَةٍ﴾ [التوبة:114].                       |
| الظرفية   | ورود المفعول فيه (ظروف الزمان والمكان). | وآسِ سراة الحيّ حيث لقيتهم..ولا تكُ عن حمل الرباعة وانيا.                           |
| الاستعانة | تعني طلب المعونة.                       | سلمتُ عن اليد.                                                                    |
| الزائدة   | للتعويض عن أخرى محذوفة.                 | أتجزعُ أن نفس أتاها حمامها..فهلاّ التي عن بين جنبيك تدفعُ.                          |
| بعد       | مرادفة بعد.                             | ﴿لَتَرْكَبُنَّ طَبَقًا عَنْ طَبَقٍ ۝١٩﴾ [الانشقاق:19].                                           |
| من        | مرادفة حرف من.                          | ﴿وَهُوَ الَّذِي يَقْبَلُ التَّوْبَةَ عَنْ عِبَادِهِ وَيَعْفُو عَنِ السَّيِّئَاتِ وَيَعْلَمُ مَا تَفْعَلُونَ ۝٢٥﴾ [الشورى:25]. |
| الباء     | مرادفة حرف الباء.                       | تصدّ وتبدي عن أسيل وتتقي..بناظرة من وحش وجْرةَ مُطفلِ.                                |